# 东北里站
東北里站（：／ Tongbuk-ri yŏk */?）是朝鮮民主主義人民共和國平壤龙城区域的一個鐵路車站，属于平罗线和龙城线。

## 邻近车站
平罗线
中二站 - 東北里站 - 裴山店站
龙城线
鳥洞站 - 東北里站